# ORL (tijdschrift)
ORL: Journal for Oto-Rhino-Laryngology, Head and Neck Surgery is een internationaal, aan collegiale toetsing onderworpen wetenschappelijk tijdschrift op het gebied van de otorinolaryngologie.
De naam wordt in literatuurverwijzingen meestal afgekort tot ORL. Het verschijnt tweemaandelijks.
Het tijdschrift is opgericht in 1972 als opvolger van het in 1938 opgerichte Practica Oto-Rhino-Laryngologica.